# 田中良弥
田中 良弥（たなか りょうや、1999年1月16日 - ）は、日本の男性プロレスラー。兵庫県尼崎市出身。DRAGON GATE所属。血液型O型。

## 来歴
2022年4月、DRAGON GATE入門。デビュー前に同期が全員脱落したため、2022年入門組で唯一のデビューとなった。一期上の先輩に望月ジュニア、加藤良輝（2021年入門）、一期下の後輩には帆希（2023年入門）らがいる。
2023年5月28日、DRAGON GATE大阪府立体育会館第2競技場大会における対YAMATO戦でデビュー。
10月15日、兵庫・神戸芸術センター大会の第2試合にて行われた、バトルロイヤル『ロイヤルサンボー』に出陣。（他の参加選手は、堀口元気、パンチ富永、ホーホー・ルン、問題龍、しゃちほこBOY、柳内大貴）試合前にオープン・ザ・ブレイブゲート王者のISHINが登場し、「この中から次の挑戦者を決める査定マッチだ」と宣言し、試合がスタート。決勝まで残ったが最後は堀口のバックスライド・フロム・ヘブンで敗れた。
しかし、ISHINが次の挑戦者を指名しようとした時にISHINにドロップキックを放ち、それに触発されたISHINが田中を挑戦者に指名。11月5日の大阪府立体育会館大会でISHINの持つオープン・ザ・ブレイブゲート王座に挑戦が決まった。
11月5日、大阪府立体育会館大会にてISHINのもつオープン・ザ・ブレイブゲート王座に挑戦。持ち前の身体能力の高さを見せ、ISHINを追い込み大善戦したが敗れ、惜しくもベルト奪取とはならなかった。しかし、デビューから約5カ月とは思えないほどの試合展開とそのポテンシャルの高さに感銘したD'Courageの吉岡勇紀とドラゴン・ダイヤが試合後に現れ、田中を介抱して花道を去っていった。
11月9日、東京・後楽園ホール大会のオープニングにてD'Courageメンバーに呼び込まれ、ダイヤに「4人で一緒にやっていこう」と勧誘され、田中も「よろしくお願いします」と握手で誘いに応じ、正式にD'Courageメンバーとなった。
2024年2月11日、福岡・アクロス福岡大会夜の部・第一試合で、D'Courageメンバーの菊田円、ドラゴン・ダイヤと組み、GOLD CLASSの箕浦康太、Ben-K、B×Bハルクと6人タッグで対戦。試合終盤に、自身がハルクのファーストフラッシュをくらい、ハルクが次の技に繋げようとしたところを抵抗し、できた隙の間にダイヤがハルクに延髄切り、菊田がバイシクルキックを浴びせ、田中が横入り式エビ固めでハルクから３カウントを奪い、6人タッグではあるがデビュー9カ月目にして自力初勝利を掴んだ。
2月17日、京都・KBSホール 大会の第一試合に、Z-Brats（メンバーはシュン・スカイウォーカー、ISHIN、加藤良輝）と対戦6人タッグで対戦。（パートナーは同門の菊田円、ドラゴン・ダイヤ）自身が驚異的な粘りを見せ15分時間切れに持ち込んだ。試合後にZ-Brats（KAI 、ISHIN、加藤良輝）の持つオープン・ザ・トライアングルゲート王座に挑戦表明。3月3日、大阪・エディオンアリーナ大阪大会にて同王座への挑戦が決定した。
3月3日、大阪府立体育会館にて、オープン・ザ・トライアングルゲート王座に挑戦。王座チームの加藤良輝が2月23日の岐阜・じゅうろくプラザ大会にて右膝を負傷したため、シュン・スカイウォーカーを加えた王座決定戦に変更された。（試合は自身がISHINの人誅をくらい惜しくも敗れ、またしてもISHINに敗北を喫したが、その存在感を十二分に発揮した。）
3月30日、兵庫・神戸サンボーホール大会の第一試合にて布田龍とシングルマッチで対戦。走りこんできた布田にスパニッシュフライを決めて先輩の布田から勝利し、デビュー約10カ月でシングル初勝利を掴んだ。
4月7日の神奈川・メルキュールホテル横須賀大会では、第二試合で布田龍と組み、Kagetora＆パンチ富永組と対戦。大先輩のパンチからスパニッシュフライで勝利。
5月11日、大阪府立体育会館大会の第二試合で菊田円と組み、望月成晃＆布田龍組と対戦。約1年前にデビューした大阪の地で再び布田にスパニッシュフライで勝利し、自身の母の誕生日でもあるこの日に1周年を勝利で飾った。
7月21日、年間最大のビックマッチ神戸・ワールド記念ホール大会の第二試合で8人タッグマッチに出陣。自身がサバイブで先輩のパンチ富永から再び勝利。25周年の檜舞台であり団体の本拠地である兵庫で自身の地元凱旋に久々の自力勝利を掴んだ。
9月28日、福井・きらめきみなと館での第二試合でGOLD CLASSの望月ジュニアとシングルマッチで対戦。サバイブで勝利し、神戸・ワールド記念ホール大会後久々の自力勝利となった。この頃から自身のSNSでブレイブゲート王座への挑戦をほのめかす。
続く9月29日、兵庫・神戸サンボーホール大会ではセミファイナルで同門の菊田円、ドラゴン・ダイヤと組みNATURAL VIBES（メンバーはストロングマシーン・J、U-T、Kzy）と6人タッグで対戦。当時のトライアングルゲート王者チームの一角であるU-Tからサバイブで勝利した。
10月4日、東京・後楽園ホールの第四試合でラ・エストレージャとシングルマッチで対戦。サバイブで勝利し6月10日の福岡・地場産くるめ大会のリベンジも果たした。
10月6日の三重・四日市市楠緑地体育館大会では第三試合で同門の菊田円、ドラゴン・ダイヤと組みKzy、U-T、柳内大貴組と6人タッグで対戦。スパニッシュフライで柳内から勝利した。

## 得意技
幼少期から空手をやっていたバックボーンがあるが、デビュー後は空手仕込みの蹴り技等を使わず、身体能力の高さやセンスを活かした、ルチャリブレをベースとしたアクロバティックなスタイルで戦っている。

### フィニッシュ・ホールド
クロスセイバー
リバースDDTの体勢で相手を捕らえ、自らの体を360゜捻って錐揉み回転しながらマットに頭部を叩きつけるスイング式の変形ネックブリーカー。
スパニッシュ・フライ
正面から走ってくる相手の首を右腕でキャッチし、その勢いを利用して相手ごと月面宙返りして背中から叩きつけるその場飛び式後方回転式スパニッシュ・フライ。フラミータが使用するフラムフライと同型。コーナー上からの雪崩式でも使用する。
スターダストプレス|ジョーカーストライザー
獣神サンダー・ライガーのオリジナル技。相手に背を向けた状態でコーナー最上段に立ち、ジャンプと同時に身体を左方向に捻りながら前方回転し、さらに錐揉み回転を加えて上体を浴びせる変形ムーンサルト・プレス。2025年の神戸ワールド記念ホール大会、ブレイブゲート戦で初披露。

## タイトル歴
DRAGON GATE
- 第55代オープン・ザ・ブレイブゲート王座